# Medvědí hora (přírodní památka)
Medvědí hora je přírodní památka v okrese Český Krumlov. Nachází se v Lučské hornatině, na hřbetu a východních svazích Medvědí hory (934 m), dva kilometry západně od Loučovic. Je součástí přírodního parku Vyšebrodsko.
Předmětem ochrany je zbytek horského smíšeného suťového lesa s četnými zbytky přirozených květnatých bučin s charakteristickou floristickou skladbou a druhově početnou avifaunou. Na obou vrcholech Medvědí hory (severní – kóta 934 m, jižní – kóta 914 m) jsou mohutné mrazové sruby se svahovými blokovými sutěmi ze středně zrnité porfyrické biotitické žuly weinsberského typu, v podloží převažuje středně zrnitá až drobnozrnná muskovit-biotitická žula eisgarnského typu.
Přirozené květnaté bučiny a jedlobučiny se na území přírodní památky dochovaly v několika zbytcích, větší část území je však porostlá druhotnými lesními kulturami s naprostou převahou smrku ztepilého. V bučinách mírně převažuje buk lesní (Fagus sylvatica) nad smrkem ztepilým , přimíšeny jsou javor klen (Acer pseudoplatanus) a jedle bělokorá (Abies alba), na skalnatých vrcholech se vyskytuje bříza karpatská (Betula carpatica). Do keřového patra je kromě přirozenýho zmlazení uvedených stromů vtroušen bez červený (Sambucus racemosa) a zimolez černý (Lonicera nigra). V druhově bylinném podrostu rostou svízel vonný (Galium odoratum), kyčelnice cibulkonosná (Dentaria bulbifera), samorostlík klasnatý (Actaea spicata), pitulník horský (Galeobdolon montanum), violka lesní (Viola reichenbachiana), bažanka vytrvalá (Mercurialis perennis), kostřava lesní (Festuca altissima), pšeníčko rozkladité (Milium effusum), kopytník evropský (Asarum europaeum), bukovník kapraďovitý (Gymnocarpium dryopteris), bukovinec osladičovitý (Phegopteris connectilis), kapraď rozložená (Dryopteris dilatata), na menších prameništích rostou čarovník alpský (Circaea alpina), vrbina hajní (Lysimachia nemorum), ostřice řídkoklasá (Carex remota).
Na Medvědí hoře hnízdí především běžné lesní druhy ptáků – pěnkava obecná (Fringilla coelebs), pěnice černohlavá (Sylvia atricapilla), střízlík obecný (Troglodytes troglodytes) a sýkora uhelníček (Periparus ater), jediným druhem se striktní vazbou na staré bukové porosty je holub doupňák (Columba oenas). Hnízdí zde také jestřáb lesní (Astur gentilis) a datel černý (Dryocopus martius).